# Etnografski muzej, Ankara
Etnološki muzej v Ankari (turško Ankara Etnografya Müzesi) je posvečen kulturi turških civilizacij. Načrte za muzejsko palačo, zgrajeno v letih 1925-1928, je naredil arhitekt Arif Hikmet Koyunoğlu. V muzeju je bil od leta 1938 do 1953 tudi sarkofag Mustafe Kemala Atatürka. Po izgradnji   Anitkabirja (dobesedno monumentalna grobnica) je bil sarkofag prenešen tja. 

## Začasno Atatürkovo počivališče
Po Atatürkovi smrti 10. novembra 1938 v palači Dolmabahçe v Izstanbulu so njegovo truplo 19. novembra s križarko TCG Yavûz prepeljali v Izmit  in od tam z vlakom  v Ankaro. Krsto so do državniškega pogreba položili na katafalk  pred Turškim parlametom. 21. novembra 1938 so ga v spremstvu britanske,  iranske in jugoslovanske častne straže prepeljali s kočijo v Etnološki muzej v Ankari.
Krsto iz mahagonija so položili v sarkofag iz belega marmorja, kjer je ostala petnajst let. 4. novembra 1953 so sarkofag v prisotnosti predstavnika parlamenta Refika Koraltana, ministrskega predsednika Adnana Menderesa, načelnika generalštaba Nurija Yamuta in drugih funkcionarjev odprli in krsto položili na katafalk v muzeju, kjer je ostala do 10. novembra 1953, petnajste obletnice njegove smrti. Od tam so jo še isti dan z vojaškimi častmi odpeljali v   Anıtkabir.